# Joseph Ujlaki
Joseph Ujlaki (ou József Újlaki en version hongroise), né le 9 août 1929 à Budapest (Hongrie) et mort le 11 février 2006 à Sète, est un footballeur hongrois, naturalisé français. 
Évoluant au poste d'inter ou d'ailier droit, il est sélectionné à 21 reprises en équipe de France, pour laquelle il inscrit dix buts.

## Biographie

### En club
Joseph Ujlaki, ancien international junior en Hongrie, est recruté par le Stade français en janvier 1948, alors qu'il a 18 ans. Il effectue un court passage dans la capitale, marquant 3 buts en 7 matchs, puis est prêté au FC Sète où il s'impose progressivement (l'AS Saint-Étienne refuse deux fois son prêt, en 1948 et 1949).
Il est engagé par le promu Nîmes Olympique en début de saison 1950-1951. Dès sa première année parmi l'élite, l'équipe termine deuxième du championnat, à un point de l'OGC Nice. Ujlaki réalise trois saisons pleines. Il faut néanmoins attendre son transfert à Nice pour qu'il remporte un trophée, la Coupe de France en 1954, puis le championnat en 1956. 
En 1958, il signe au Racing Club de Paris où il manque de peu d'enrichir son palmarès, le club terminant second du championnat à deux reprises en 1961 et 1962 derrière le Stade de Reims. Lors des saisons 1959-1960 et 1960-1961, il inscrit respectivement 22 et 21 buts. Il dispute ses deux dernières saisons professionnelles en seconde division de 1964 à 1966, au Football Club de Metz puis à l'AS aixoise. 
En 1966, il retourne à Sète et s'installe comme représentant commercial. Il reprend une licence au FC Sète, qui a fait faillite en 1960, et qui joue dorénavant en DH. En 1968 Ujlaki joue encore à l'US Sommières. Dans les années 2000, il est vice-président du club de Tennis-ballon de Sète. Il meurt à Sète en 2006.
Le magazine France Football le classe au 16e rang des « joueurs de football français du XXe siècle ». En 2022, le magazine So Foot le classe dans le top 1000 des meilleurs joueurs du championnat de France, à la 38e place.

### En équipe nationale
Naturalisé français en 1952, à la suite de son mariage, Joseph Ujlaki honore 21 sélections en équipe de France entre 1952 et 1960 (aux côtés de Roger Marche, Robert Jonquet, Thadée Cisowski, Roger Piantoni ou encore Raymond Kopa...) et a inscrit 10 buts sous le maillot national. 
Il est appelé à plusieurs reprises à l'occasion de matchs amicaux et des phases éliminatoires pour les Coupes du monde 1954 et 1958, néanmoins il n'a jamais pris part à une phase finale.

## Statistiques
Avec 190 buts en 438 matchs,, Ujlaki est le 7e meilleur buteur de l'histoire du championnat de France.

## Palmarès
- Championnat de France
  - Vainqueur en 1956 avec l'OGC Nice
    - Vice-champion en 1961 et 1962 (Paris)
- Coupe de France
  - Vainqueur en 1954 avec l'OGC Nice